# Hümmel
Hümmel là một đô thị thuộc huyện Ahrweiler, bang Rheinland-Pfalz, phía tây nước Đức. Đô thị Hümmel có diện tích 15,84 km², dân số thời điểm ngày 31 tháng 12 năm 2006 là 542 người.